# Sonneur
Pour les articles homonymes, voir Sonneur (homonymie).
On appelle sonneur le musicien jouant de certains instruments de musique, généralement utilisés dans l'ancienne société traditionnelle française, dont il est dit qu'on sonne plutôt qu'on joue. On parle ainsi de sonneurs de vielle à roue, de sonneurs de cornemuse, de sonneurs de trompe de chasse.
Les instruments dont on sonne ont généralement en commun leur caractère traditionnel, un jeu reposant sur la transmission orale, et un volume sonore élevé.
Rendu célèbre par le roman de George Sand, Les Maîtres Sonneurs, le terme se confond souvent avec celui de ménétrier, musicien des fêtes de village.

## Les sonneurs de trompe

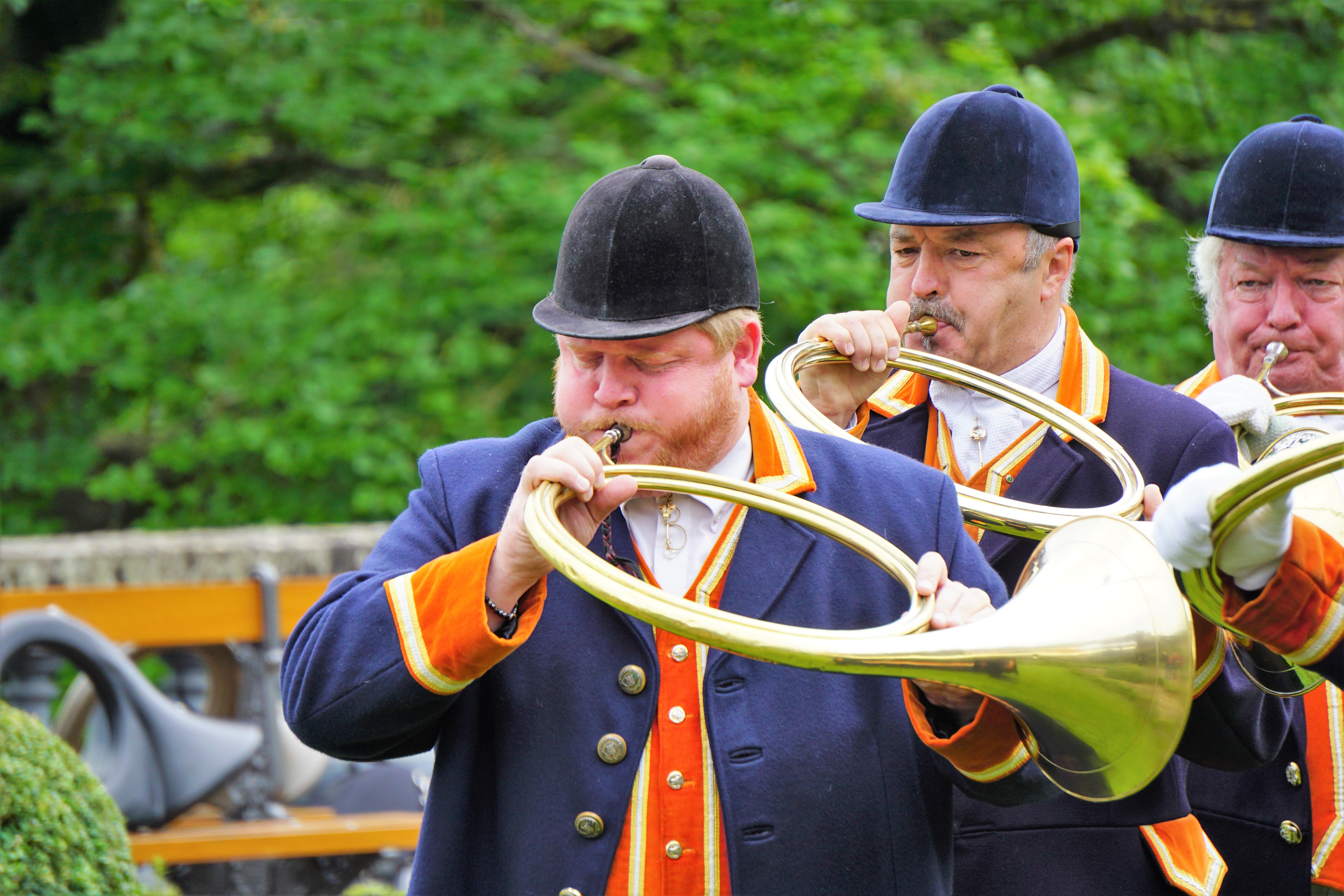
Des sonneurs de trompe

Loin de n'être utilisée que pour la chasse à courre, la trompe de chasse fait l'objet d'une pratique musicale très répandue dans de nombreuses provinces de France, où existent des sociétés de sonneurs plus ou moins formelles.
« L'art musical des sonneurs de trompe », sous ce nom entérinant l'emploi du terme de 'sonneurs', a été inscrit au Patrimoine Culturel Immatériel de l'Humanité en 2020.

## En Bretagne
En Bretagne, le sonneur (soner en breton, sonnou en gallo) est un musicien jouant de la bombarde, du biniou kozh ou autre type de cornemuse, ainsi que parfois aussi de la clarinette bretonne, la Treujenn-gaol (littéralement « tronc de choux »).
En breton, sauf précision du contexte, le mot soner (au pluriel sonerien et parfois sonerion) désigne généralement un musicien sans distinction de l’instrument (souvent par opposition au chanteur, kaner). Il existe des mots spécifiques selon l’instrument utilisé : biniaouer pour le biniou (et parfois la bombarde), talabarder ou bombarder pour la bombarde. On peut utiliser le préfixe penn- pour désigner le chef de pupitre, c’est-à-dire la personne à la tête d’un groupe de musiciens (penn-soner, penn-talabarder, etc.). Par extension, le terme Penn-soner (francisé en penn-sonneur) désigne aussi le chef d’un bagad.

### Présentation

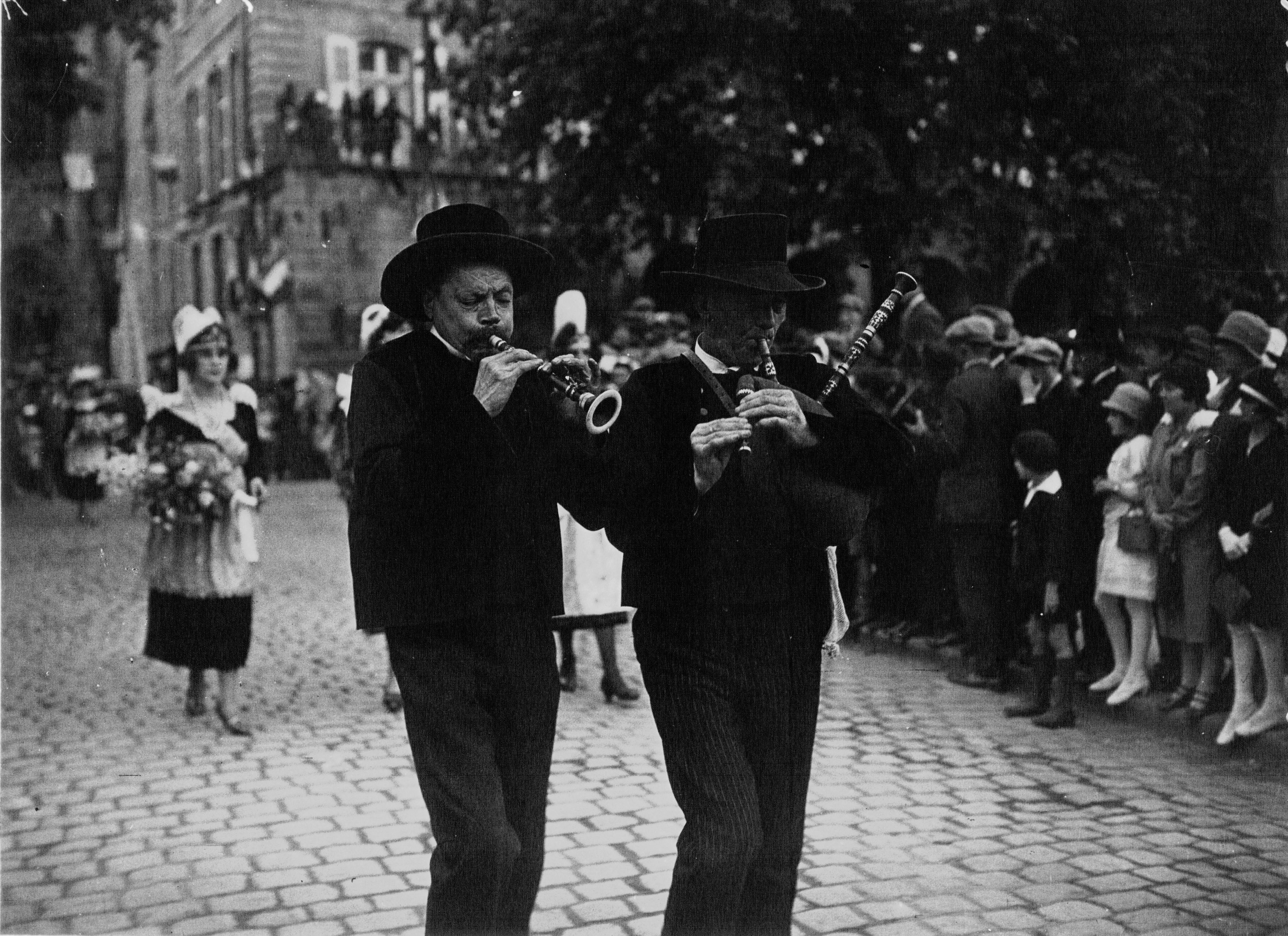
Couple de sonneurs pendant le festival de Cornouaille à Quimper en 1927

Traditionnellement, les sonneurs vont par deux, l’un jouant de la bombarde et le second du biniou, on parle alors d’un « couple de sonneurs ». Avec le bagad, le couple de sonneur est un élément important de la musique bretonne. 

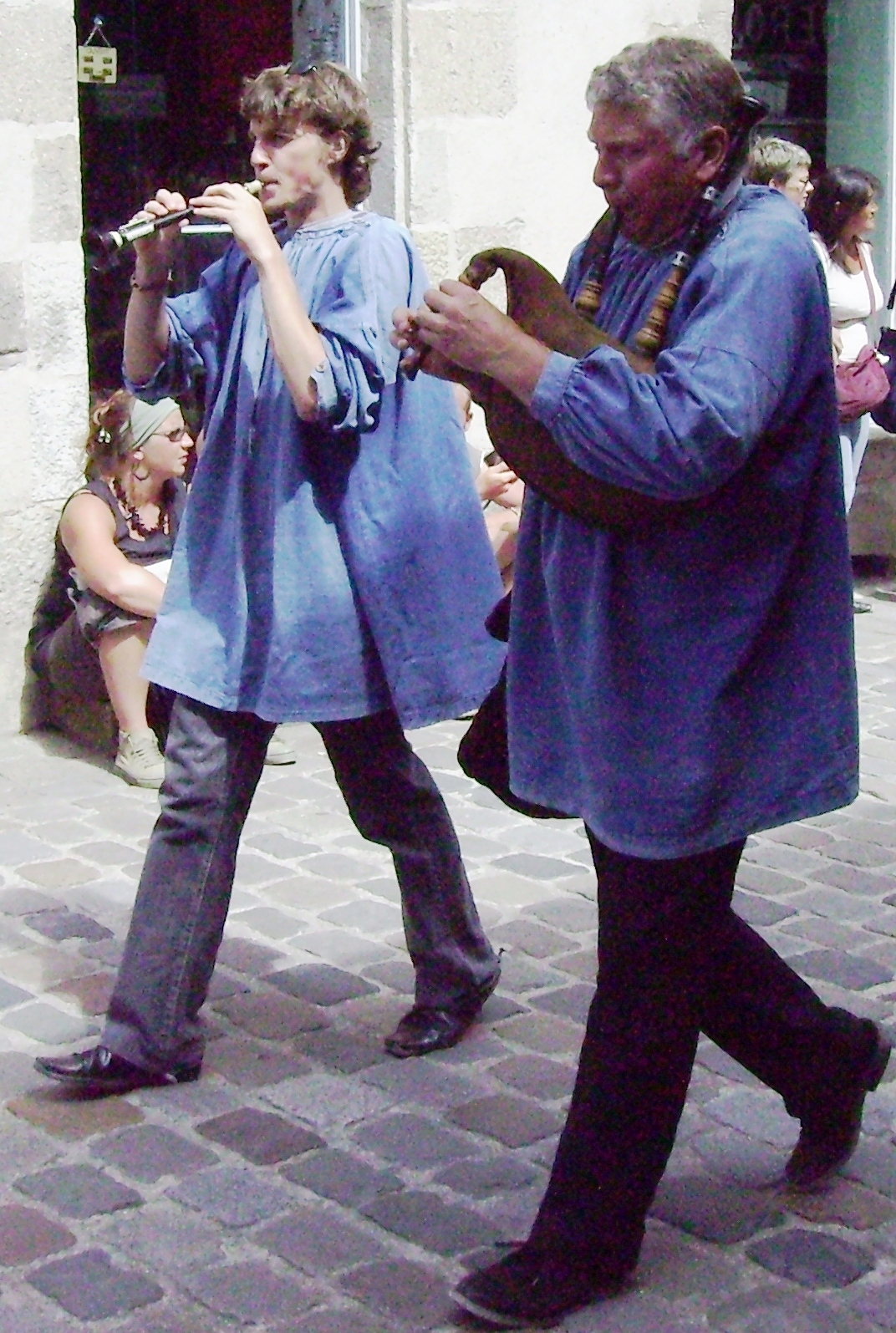
Des sonneurs bretons, munis d'un biniou et d'une bombarde

Aujourd'hui, il est largement présent sur toute la Bretagne : enseigné dans les écoles de musique, présent dans les festoù-noz, sur de nombreux disques produits chaque année... Les conditions de jeu se sont modifiées : disparition progressive de la fonction d'animation de noces, naissance des représentations en concert et en concours.

### Dans la culture
Bodadeg Ar Sonerion organise chaque année le championnat de Bretagne des sonneurs par couple. La finale a lieu dans le parc du château de Tronjoly à Gourin, et est depuis 1956 le rendez-vous incontournable des sonneurs. Les sélections ont lieu lors de la Faites de la montagne à Spézet. L'autre évènement important est le Printemps de Châteauneuf, créé en 1977.
Les Fêtes de Cornouaille et le festival Kann al Loar organisent aussi leurs concours, tout comme le festival interceltique de Lorient qui organise chaque année le trophée « Matilin an dall » sous forme de concert, suivi par le trophée « Paysan Breton » pour les jeunes sonneurs. Il existe également le concours Sonneurs kozh et bras à Carnac. Depuis 1997, la Kevrenn Brest Sant-Mark invite bagadoù et sonneurs à venir défiler dans les rues de Brest pour le Printemps des Sonneurs.
Le groupe de fest-noz Sonerien Du signifient « sonneurs noirs » en breton et tirent leur nom de l’histoire du Pays Bigouden.

### Dans l'architecture et la société
Le sonneur est souvent représenté dans l'architecture bretonne. Il était une source d'inspiration populaire pour orner les demeures du XVIe siècle. Dans l'architecture civile, le sonneur a souvent été représenté sous forme d'animal, imagerie populaire lui donnant les traits d'un lièvre sur la sculpture d'angle du XVIe siècle de la maison « De la truie qui file » à Malestroit, mais aussi de boucs, d'ânes, de sangliers ou de cochons. La signification pourrait provenir de la réprobation de ce métier par bien des recteurs, qui condamnent en bloc l'instrument, le musicien et les danseurs. Il est parfois en duo comme sur le monument « Les sonneurs » à Plozévet, en trio comme la sculpture (hautbois, biniou et vielle) sur une lucarne du manoir du Liez à Kergrist... Il est aussi présent dans l'architecture religieuse. S'il est qualifié d'« instrument funeste » par les recteurs, n'est-ce pas parce qu'il captive, au sens le plus fort du terme, une âme qui approche la connaissance de situations mythiques profondes et provoque une décharge d'émotions ? Dans la société occidentale où l'acte musical a perdu son caractère sacré, le rapport indéniable de la cornemuse à la sexualité (panse en cuir, embouchure, chalumeau, bourdon...) est peut-être une manière de le réintégrer.
La ville de Morlaix possède plusieurs sonneurs : sonneur de cor sur le pilier d'une maison à colombages , sculpture en chêne d'un « cornemuseux » sur un poteau cornier d'une maison du XVIe siècle, issue de l'art paroissial...

Exemples photographiés dans la ville de Morlaix.
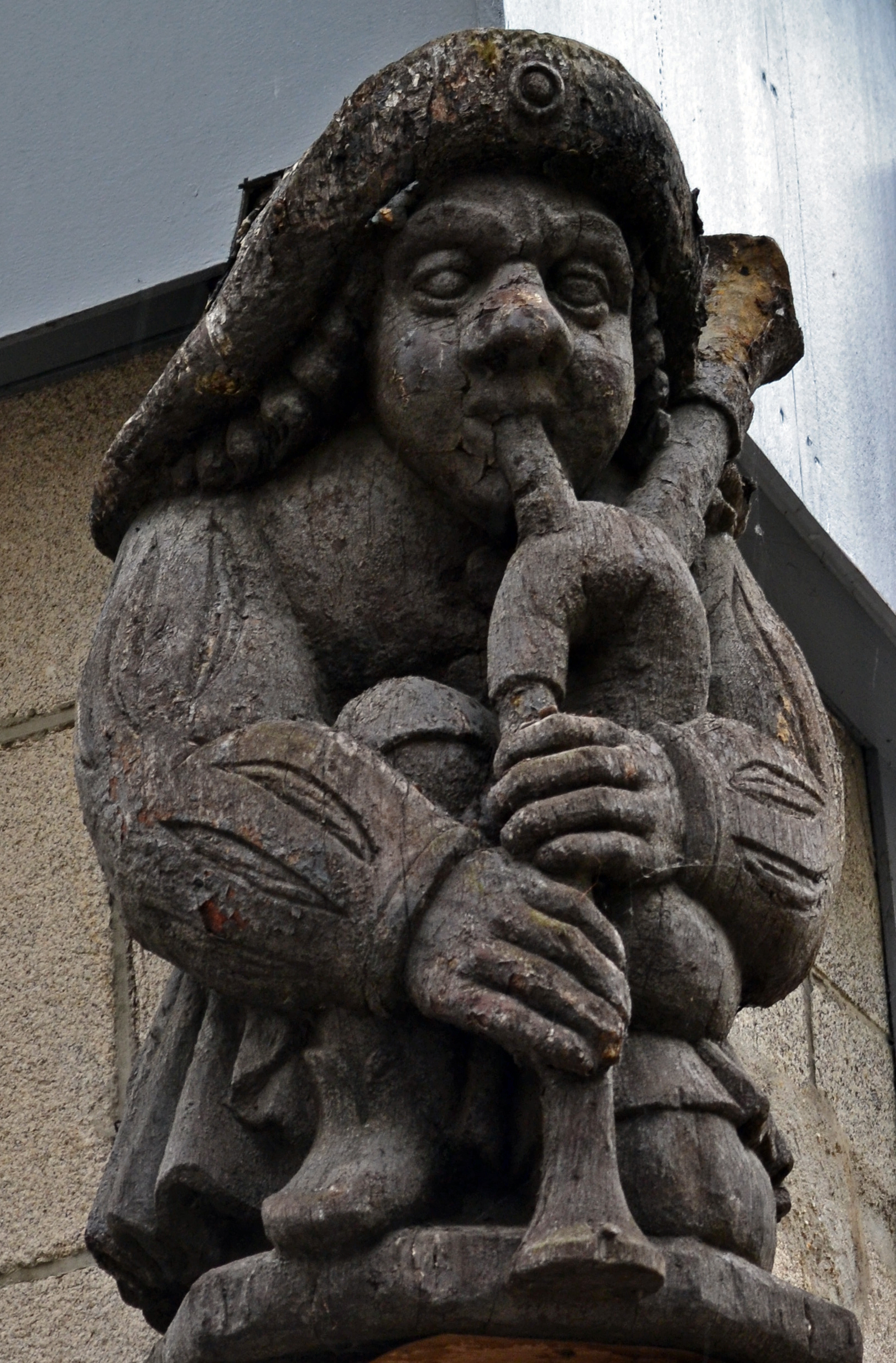
Sonneur de biniou (Morlaix)
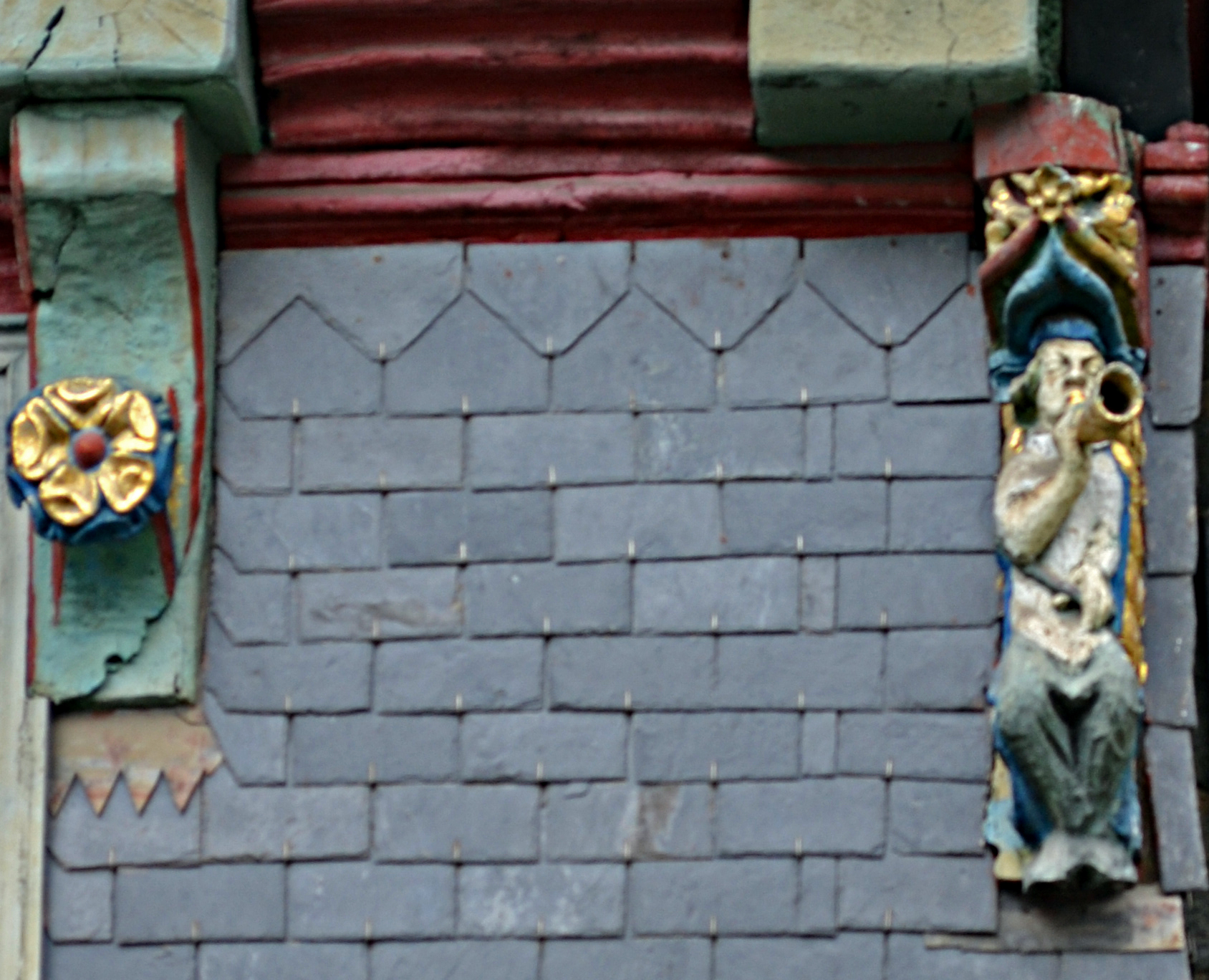
Sonneur de cor (Morlaix)
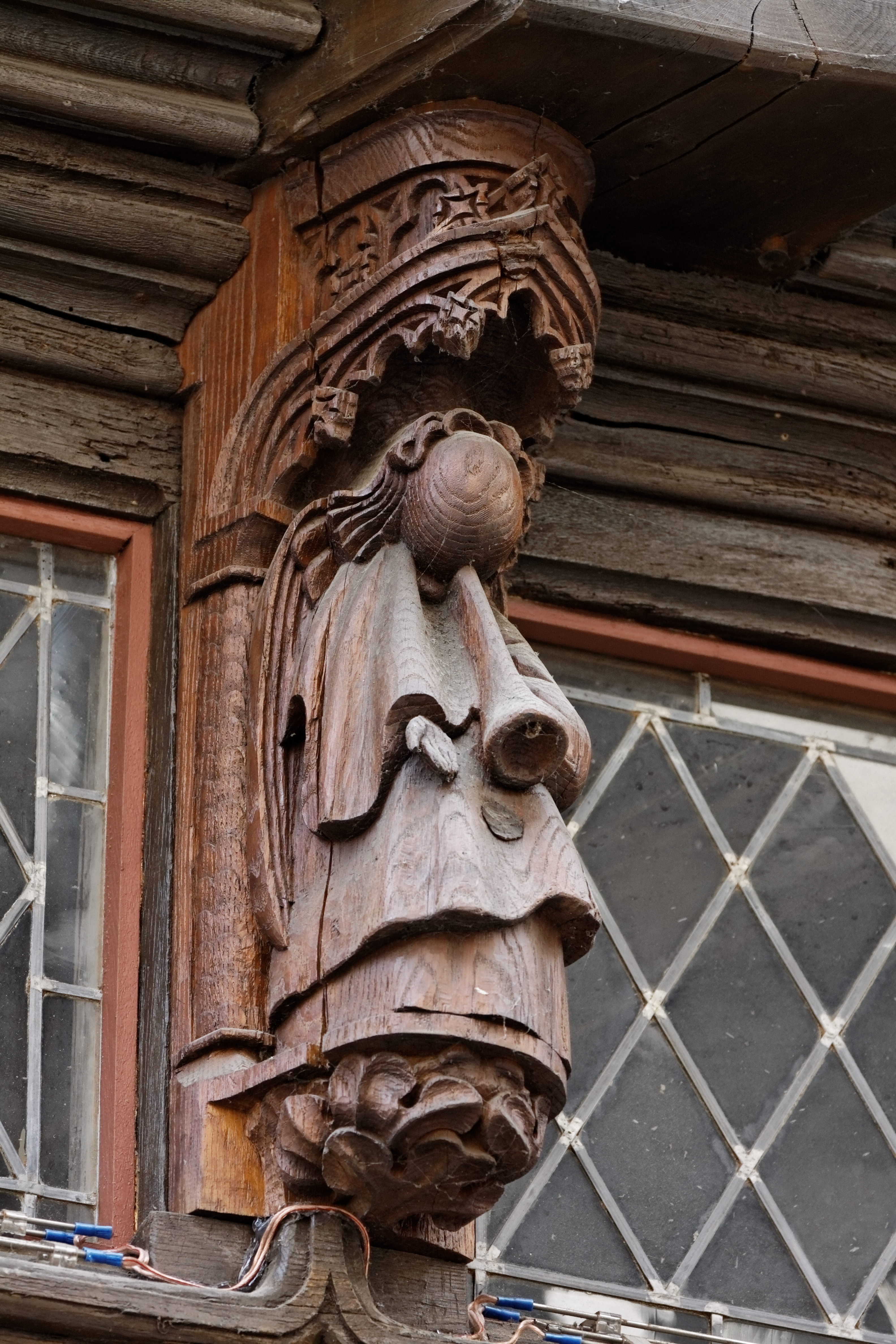
Sonneur de bombarde (Morlaix)
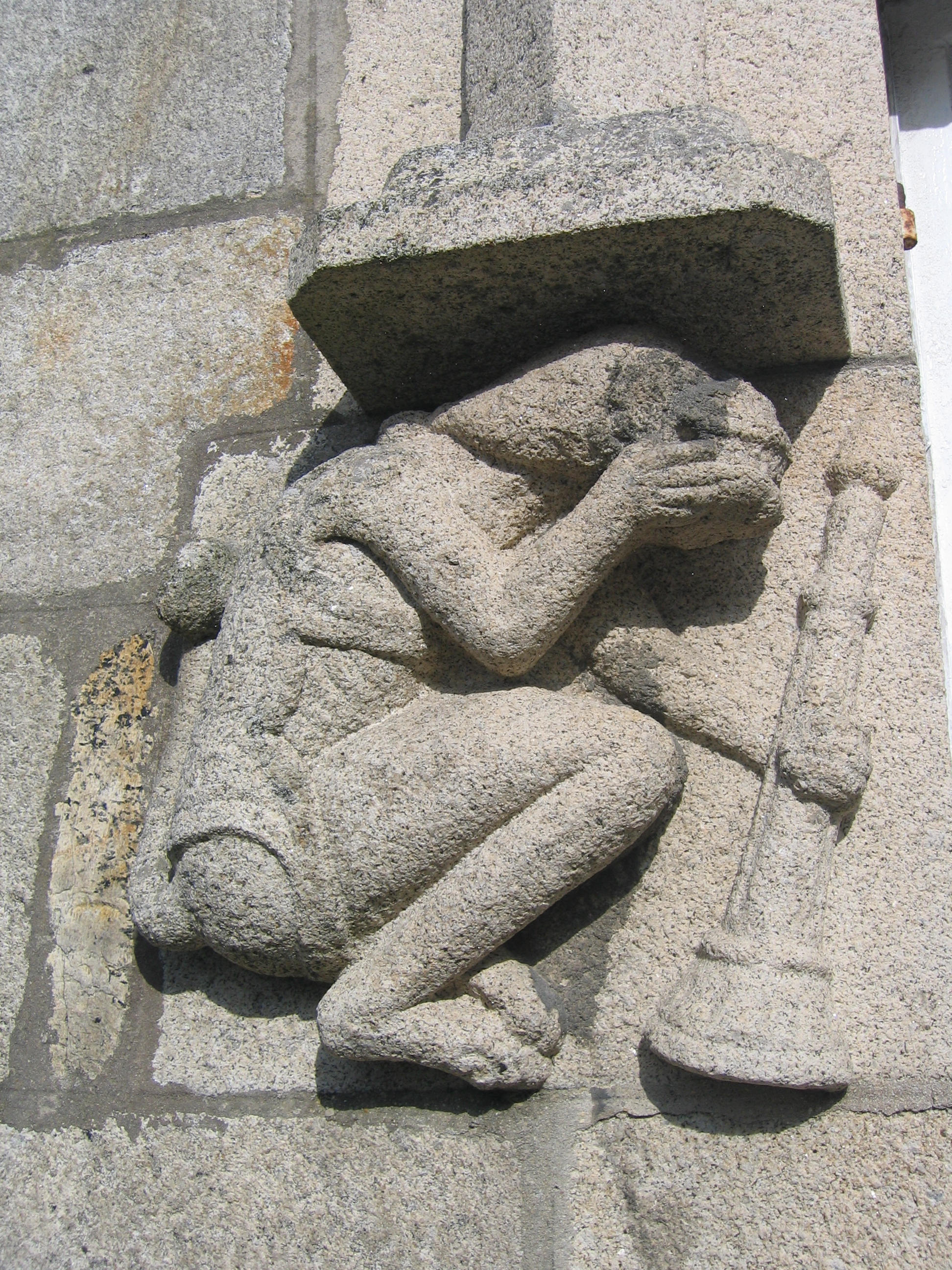
Sonneur de bombarde (Roscoff)